# Ninja to Gokudō
Ninja to Gokudō (忍者と極道?) es una serie de manga japonesa escrito e ilustrado por Shinsuke Kondō. La serie comenzó a publicarse en el sitio web Comic Days de Kōdansha en enero de 2020. Una adaptación televisiva al anime, producida por Studio Deen, se estrenará en octubre de 2025.

## Personajes
Shinoha Tanaka (多仲忍者 Tanaka Shinoha?)
 Seiyū: Chiaki Kobayashi
Kiwami Kimura (輝村極道 Kimura Kiwami?)
 Seiyū: Katsuyuki Konishi
Gamute (ガムテ?)
 Seiyū: Sumire Uesaka

## Contenido de la obra

### Manga
Ninja to Gokudō está escrito e ilustrado por Shinsuke Kondō y comenzó a serializarse en el sitio web Comic Days de Kōdansha el 20 de enero de 2020. Sus capítulos se han recopilado en quince volúmenes tankōbon hasta mayo de 2025.
| Volúmenes de manga publicados | Volúmenes de manga publicados | Volúmenes de manga publicados |
| Número                        | Fecha de lanzamiento          | ISBN                          |
| ----------------------------- | ----------------------------- | ----------------------------- |
| 1                             | 8 de abril de 2020            | ISBN 978-4-06-519365-5        |
| 2                             | 8 de julio de 2020            | ISBN 978-4-06-520098-8        |
| 3                             | 14 de octubre de 2020         | ISBN 978-4-06-520852-6        |
| 4                             | 13 de enero de 2021           | ISBN 978-4-06-521835-8        |
| 5                             | 10 de febrero de 2021         | ISBN 978-4-06-522201-0        |
| 6                             | 14 de julio de 2021           | ISBN 978-4-06-523455-6        |
| 7                             | 13 de octubre de 2021         | ISBN 978-4-06-524976-5        |
| 8                             | 12 de enero de 2022           | ISBN 978-4-06-526450-8        |
| 9                             | 13 de abril de 2022           | ISBN 978-4-06-527483-5        |
| 10                            | 14 de septiembre de 2022      | ISBN 978-4-06-529056-9        |
| 11                            | 11 de enero de 2023           | ISBN 978-4-06-530297-2        |
| 12                            | 11 de octubre de 2023         | ISBN 978-4-06-533107-1        |
| 13                            | 12 de junio de 2024           | ISBN 978-4-06-535861-0        |
| 14                            | 13 de noviembre de 2024       | ISBN 978-4-06-537366-8        |
| 15                            | 14 de mayo de 2025            | ISBN 978-4-06-539489-2        |

### Anime
Se anunció una adaptación televisiva de anime el 24 de febrero de 2025. La serie será producida por Studio Deen y dirigida por Toshinori Watanabe, con Keiichirō Ōchi a cargo de la composición y Toshiyuki Matsutake al diseño de personajes. Su estreno está previsto para octubre de 2025 en Nippon TV.

## Recepción
La serie ocupó el 9.º puesto en la encuesta de las Elecciones Generales de Manga Web de 2020. También ocupó el 8.º puesto en la lista de la guía Kono Manga ga Sugoi! de Takarajimasha como mejor manga para lectores masculinos en 2021. La serie ocupó el 13.º puesto en la lista de cómics recomendados por los empleados de Nationwide Bookstore de 2021. También fue nominada a los 7.º Premios Next Manga en la categoría digital y ocupó el 10.º puesto entre 50 nominados. La serie ocupó el 10.º puesto en la sexta encuesta de AnimeJapan sobre las "Adaptaciones de Anime Más Buscadas" en 2023.